# Titelberg
Titelberg (Luxemburgs: Tëtelbierg) is de site van een grote Keltische nederzetting of oppidum in het uiterste zuidwesten van Luxemburg. In de eerste eeuw voor Christus was deze bloeiende gemeenschap waarschijnlijk de hoofdstad van de Treveri. De site biedt dus bewijs van beschaving in wat nu Luxemburg is, lang voor de Romeinse verovering.

## Geografie
De site ligt op ongeveer drie kilometer ten zuidwesten van Pétange en op noordwesten van Differdange op een kale hoogvlakte van ongeveer 390 meter boven de zeespiegel. Ze is omgeven door steile beboste hellingen vanaf het plateau naar de Chiers, een honderd meter lager. De site kan worden bereikt vanuit Niedercorn door de weg naar Roudenhaff te volgen en rechtsaf te slaan in de richting van Fond-de-Gras.

## Achtergrond
De Kelten bewoonden grote delen van Europa van de Donau, tot aan de Rijn en de Rhône, in de 6e tot de 1e eeuw v.Chr., een periode soms aangeduid als La Tène naar een site in Zwitserland. Het was rond 100 v.Chr. dat de Treveri, een van de Keltische stammen, een periode van welvaart kenden. Ze bouwden een aantal nederzettingen of oppida in de buurt van de Moezelvallei, in wat nu het zuiden van Luxemburg, westen van Duitsland en oosten van Frankrijk is. Titelberg was veruit de grootste van de nederzettingen van de Treveri, ongetwijfeld als gevolg van de nabijheid van twee van de meest belangrijke Keltische wegen, één uit het zuiden die de Rhône tot aan de bovenloop van de Moezel in het noorden, en de andere naar Reims en het westen. Een andere aantrekkelijkheid is de aanwezigheid van ijzererts die in de directe omgeving gewonnen kan worden.

## De site
Met een oppervlakte van ongeveer 50 hectare is het ovaalvormige Titelberg-plateau ongeveer een kilometer lang (noordwest naar zuidoost) en 500 meter breed. Het was 700 jaar lang continu bewoond vanaf ongeveer 300 v. Chr. Er is sprake van sporadische nederzettingen die van eerder dateren, mogelijk tot 2000 v.Chr.. Vanaf de 1e eeuw v.Chr. en tijdens de Gallo-Romeinse periode vervingen fundamenten van het metselwerk de eerdere, minder duurzame constructies. Samen met de 9-meter hoge aarden wallen rond de periferie, tonen deze duidelijk het belang aan van het Keltische oppidum voor de Treveri.
Hoewel er in 1928 enige interesse was getoond voor de site, begonnen serieuze archeologische opgravingen in 1968 en gaan nog steeds door. Deze worden gecoördineerd door het Luxemburgse Nationale Museum van Geschiedenis en Kunst , met de hulp van specialisten van de Universiteit van Missouri. De opgravingen hebben de belangrijkste woonwijk in het centrum van het plateau blootgelegd en het publieke of recreatieve gebied, een paar honderd meter naar het zuidoosten. Beide zijn gelegen aan de westzijde van het boerenpad door de site die het pad volgt van de oude Keltische/Romeinse weg. Er is ook bewijs van metaalbewerking en het slaan van munten lang voor de Romeinse verovering.

### Keltische periode
Terwijl er aanwijzingen zijn dat de site waarschijnlijk ongeveer 2000 v.Chr. werd bewoond, is het begin van de stedelijke beschaving zeker terug te voeren tot de 2e eeuw v.Chr., toen er nog bronsbewerkende activiteiten op de site waren. In de 1e eeuw v.Chr. en de 1e eeuw n.Chr. was het oppidum een beschaafde gemeenschap geworden die handel dreef met andere Gallische centra. De Treveri-edelen lijken de woningen in het centrum van het plateau  te hebben bewoond. De Keltische graven opgegraven in de nabijheid, specifiek te Clemency, op Scheierheck in de buurt van Goeblange en op Kreckelbierg in de buurt van Nospelt, bevatten een scala van objecten, inclusief wijnkannen, messen, lansen en olielantaarns, die getuigen van de aristocratie van de begravenen.
De hele site was oorspronkelijk omgeven door 10 meter hoge, versterkte wallen, ook wel een Murus Gallicus genoemd, met versterkte deuren aan weerszijden van de weg door de site. De wallen werden later grotendeels verwijderd door de Romeinen, behalve op het zuidoostelijke einde, waar ze nog kunnen worden gezien.
Een diepe greppel van vier meter breed, loodrecht op de weg, scheidde het woongebied van het publieke openbare gebied. Het woongebied omvatte ongeveer 30 hectare en bestond uit rechthoekige huizen van 14 meter lang en 8 meter breed en was gebouwd met licht metselwerk. Ze waren uitgerust met een open haard en soms ovens. In de openbare ruimte zijn er de overblijfselen gevonden van een grote zaal van 14 bij 14 meter. Dit kan een ontmoetingsplaats voor politieke of religieuze doeleinden zijn geweest.
Een van de belangrijkste vondsten op Titelberg is een groot aantal Keltische munten die niet alleen afkomstig zijn van de Treveri zelf, maar ook van verschillende andere Keltische stammen. Dit geeft aan dat het een centrum van handel en commercie was in de Keltische periode. Daarnaast zijn voorzieningen voor het slaan van munten opgegraven nabij de woonwijk en die lijken te zijn gebruikt gedurende een langere periode.
Een zeer groot aantal van de Keltische en Gallo-Romeinse fibulae zijn ook gevonden op de site. In een veelheid van verschillende vormen en maten, deze bronzen gespen, soms scharnierend, werden gebruikt als decoratieve broches of voor het samenhouden van kleding.

### Gallo-Romeinse periode
Ongeveer 20 jaar na de Romeinse verovering van het Keltische oppidum werd deze volledig herwerkt en werden er twee straten loodrecht op de hoofdweg aangelegd. De huizen werden vervangen door Romeinse gebouwen met stenen funderingen en kelders. Deze waren echter over het algemeen twee decennia later gesloopt, in de tijd toen de Romeinen hun centrum van belang verplaatsten van de Titelberg naar Trier. 
De Treveri hebben ondanks een vroege strijd de Romeinse cultuur en religie vrij gemakkelijk aangenomen. Titelberg werd, ondanks dat het niet langer een hoofdstad was, een welvarende vicus met een scala van activiteiten, vooral metaalbewerking. In het bijzonder het slaan van munten en het smelten duurde tot minimaal rond 337, zoals blijkt uit een van de munten die gevonden werd op de site van de smelterij en de beeltenis draagt van Constantijn II. In de openbare ruimte werd een vierkante Gallo-Romeinse tempel gebouwd, die later aan alle kanten werd uitgebreid met een overdekte veranda.

## Afbeeldingen

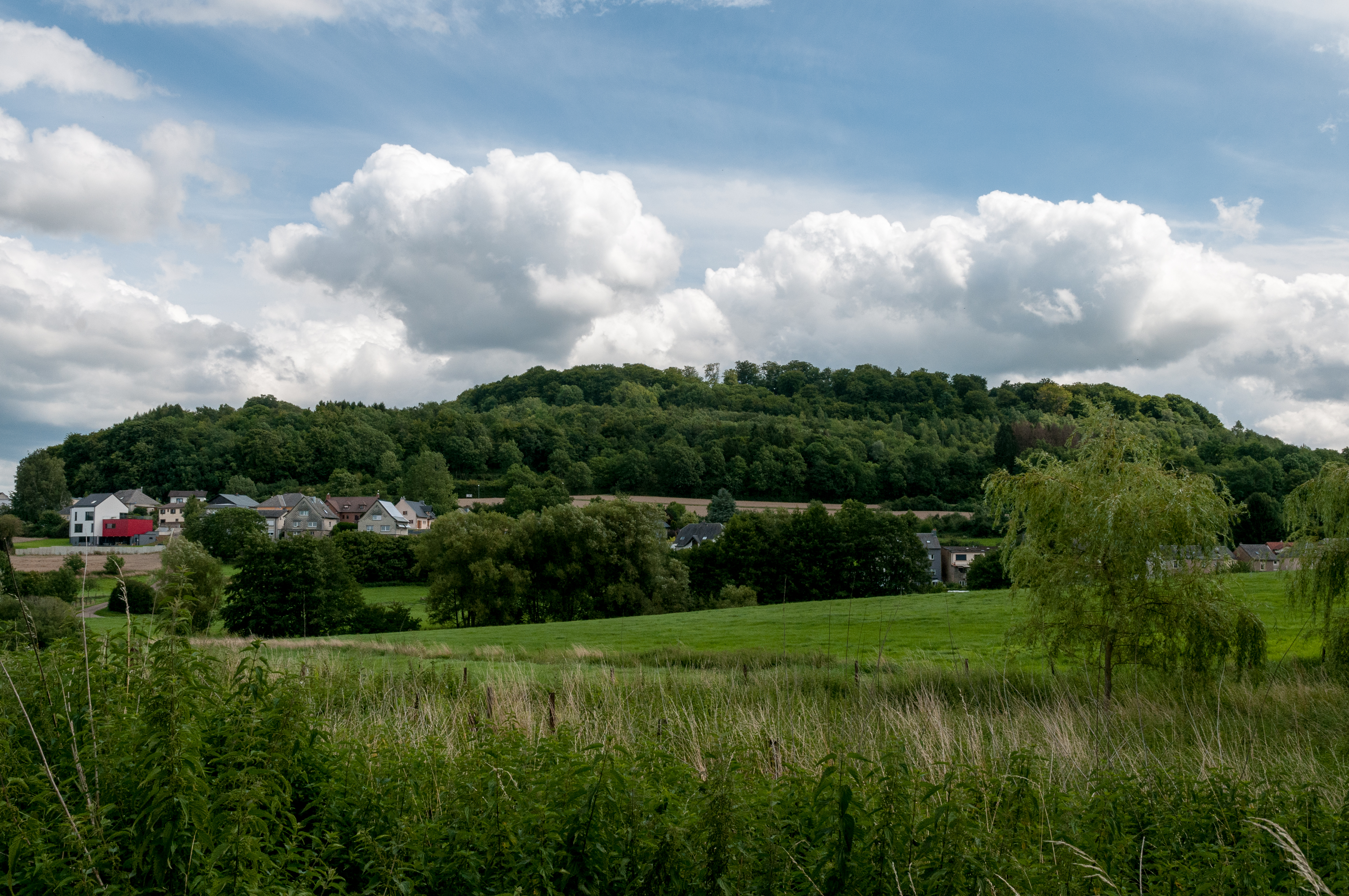
De Titelberg
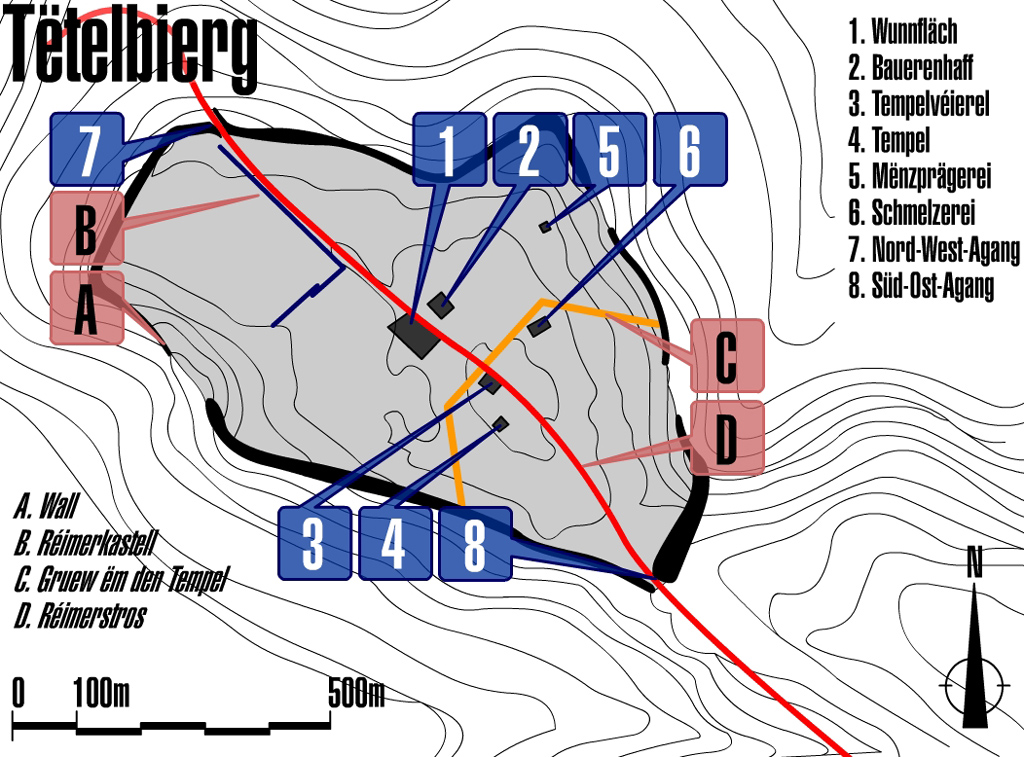
Plan van de site
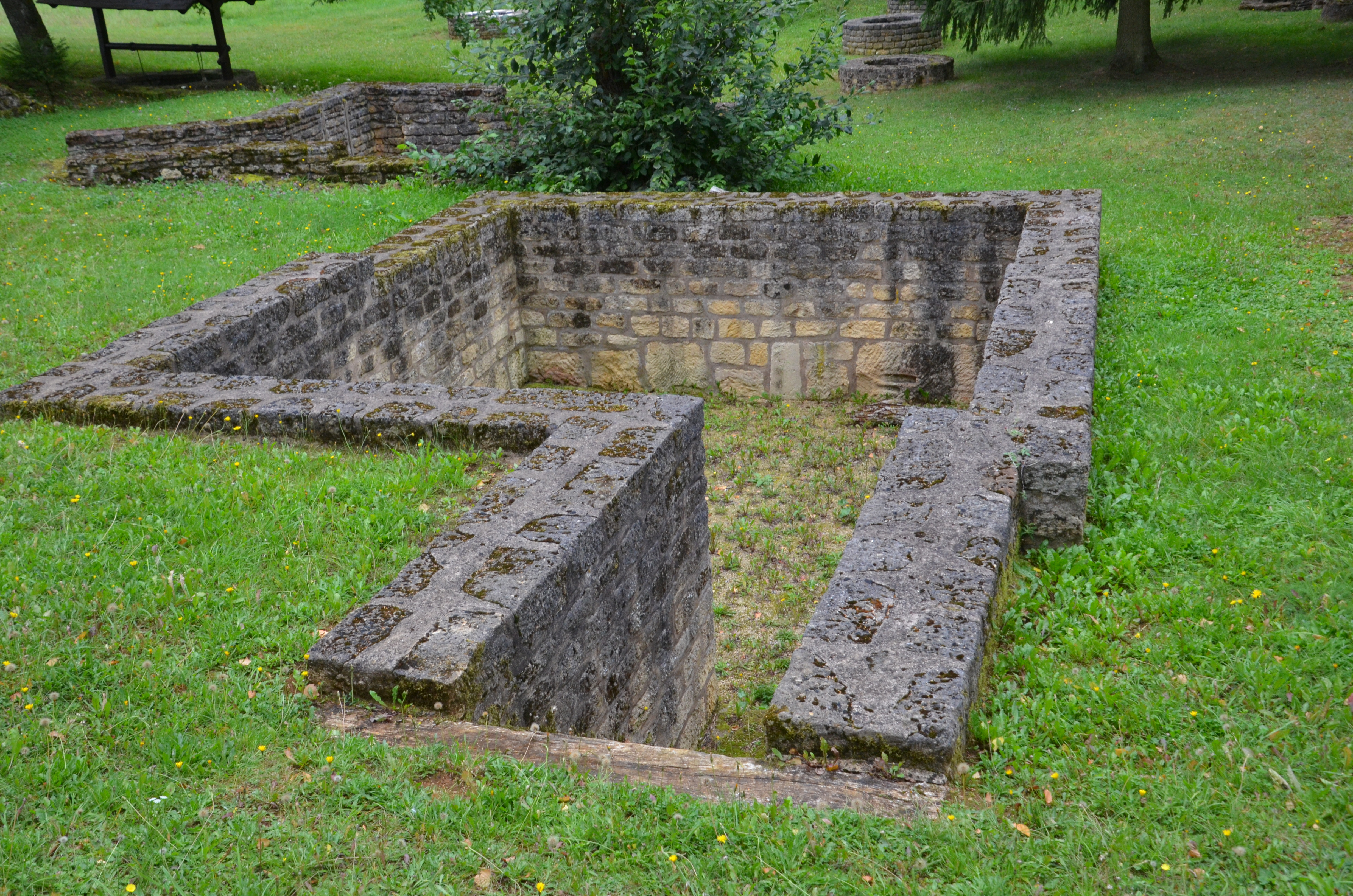
Westelijke kant van de site
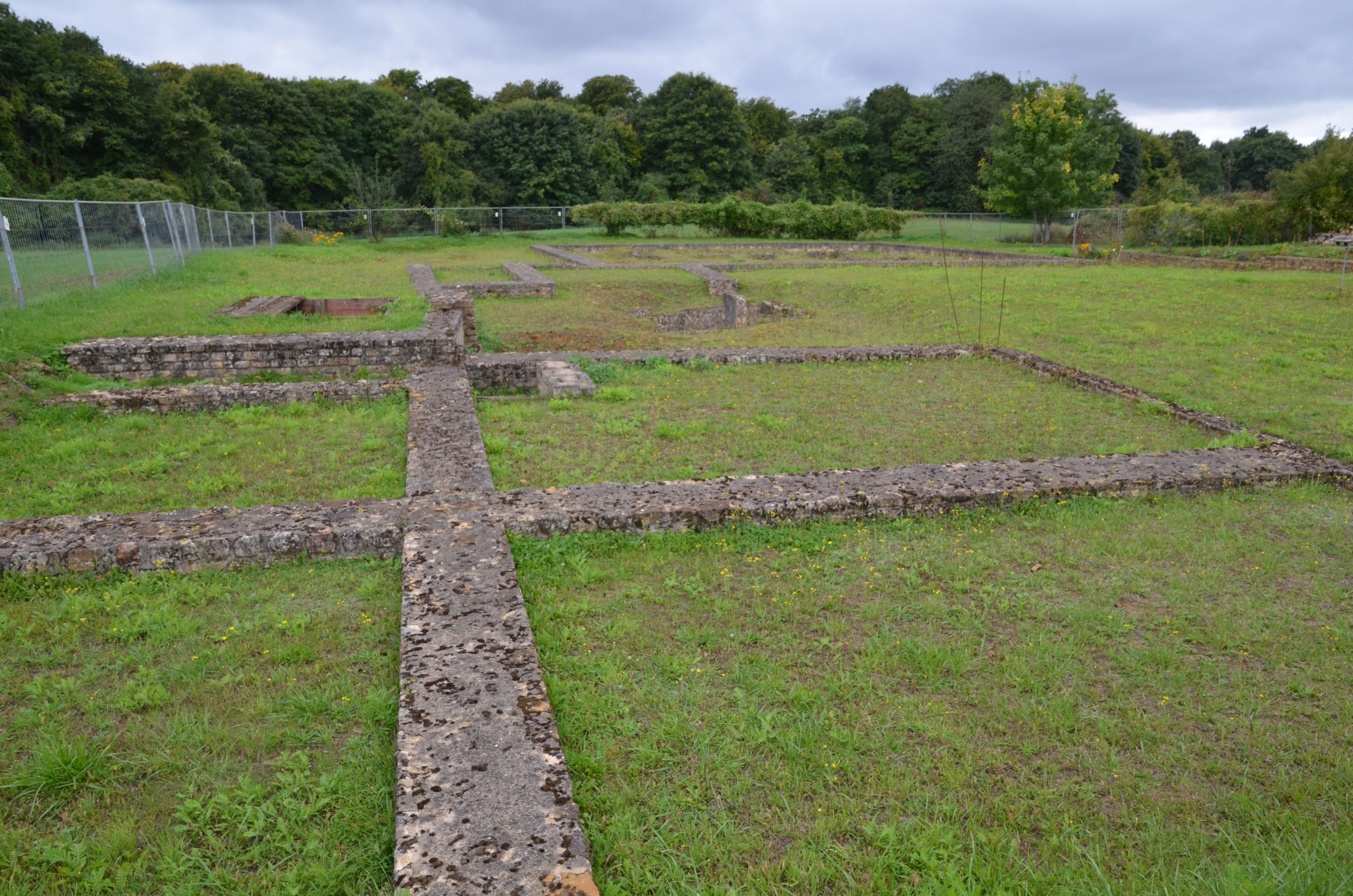
Oostelijke kant van de site
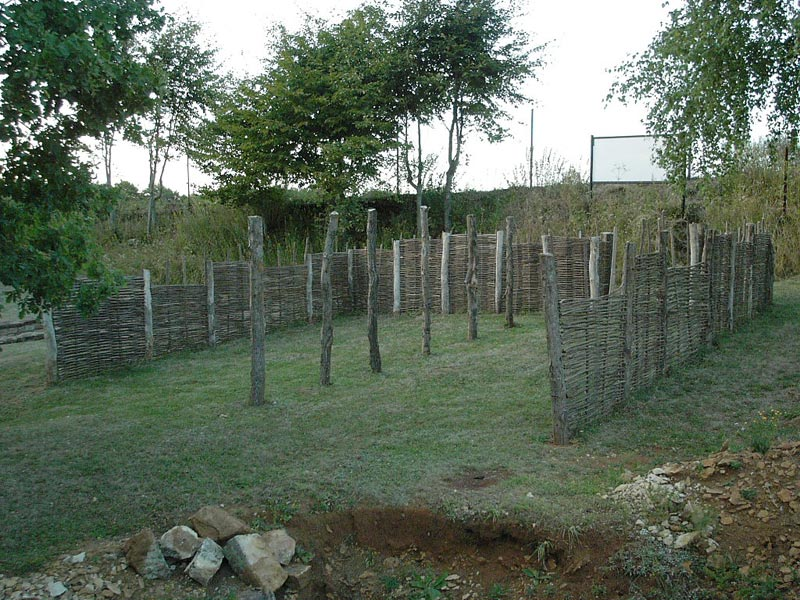
Moderne reconstructie van een woonhuis

## Vergelijkbare sites
Titelberg lijkt op een aantal andere Keltische oppida. In het bijzonder Bibracte, in de buurt Autun in Frankrijk dat waarschijnlijk de hoofdstad was van de Aedui, heeft dezelfde afmetingen en de vestingwerken. Het Oppidum van Manching in Beieren is een aanzienlijk grotere site en Ensérune in de buurt van Béziers in het zuiden van Frankrijk is ook gelegen op een heuveltop.